# 뮌헨 (영화)
《뮌헨》(영어: Munich)은 스티븐 스필버그 감독의 2005년 영화로 아카데미 작품상에 후보지명되었다. 이 영화는 1972년 뮌헨 올림픽 참사와 그 이후 이스라엘의 보복을 소재로 삼는다.

## 줄거리
1972년 뮌헨 올림픽에서 팔레스타인 해방기구(PLO)의 검은 9월단이 이스라엘 선수단 11명을 인질로 잡고있다가 살해한다. 모사드에서 일하는 주인공(에브너)은 다섯명으로 구성된 비밀조직의 우두머리가 되어 테러의 배후인물 11명을 찾아내 암살하도록 명령받는다. 요원들은 권총이나 폭탄을 이용해 목표물들을 하나씩 제거해 나가지만 그 과정에서 자신들도 쫓기게 되고 동료들이 하나둘씩 죽는다. 결국 에브너는 미국으로 옮긴 가족의 품으로 돌아오지만, 악몽에 시달리며 그가 했던 임무의 가치에 의심을 품는다.

## 배역
- 에릭 바나 - 아브너
- 제프리 러쉬 - 에프라임
- 시아란 하인즈 - 칼
- 한스 지쉴러 - 한스
- 마티유 카소비츠 - 로버트
- 대니얼 크레이그 - 스티브
- 린 코헨 - 골다 메이어
- 미카엘 롱스달 - 파파
- 마티외 아말릭 - 루이
- 아이엘렛 조러 - 다프나
- 아이미 와인버그 - 자미르
- 오마르 메트왈리 - 알리
- 마리-조지 크로즈 - 지넷
- 모셰 이브지 - 마크
- 이반 아탈 - 토니
- 마크람 코우리 - 와엘 즈웨이터
- 이갈 나오어 - 마흐무드 함샤리
- 모리츠 블라이브트로이 - 엔드리스
- 길라 알마고 - 에브너의 엄마
- 히암 압바스 - 마리 클라우드 함샤리
- 발레리아 브루니 테데스키 - 실비
- 메레트 벡케르 - 이본느
- 아모스 라비 - 야리프 대장
- 샤론 알렉산더 - 나데프 대장
- 사무엘 캘더론 - 호피 대장
- 오데드 테오미 - 모사드 회계원
- 아론 어바웃불 - 이스라엘 군인
- 아씨 코헨 - 신혼부부 남자
- 리사 벨린데르 - 신혼부부 신부
- 제멜 바렉 - 제이드 무사시
- 비얀 데인쉬맨드 - 카말 나사르
- 리론 레보 - 특공대
- 오해드 놀러 - 특공대
- 리에스 살렘 - 아랍 가드
- 마흐문드 젬마우리 - 레바논 노인
- 수어드 아미두 - 유세프의 아내
- 오마 멧월리 - 알리
- 나세르 메마지아 - 팔레스타인 노인
- 압델하피드 메탈시 - 30대 팔레스타인
- 파럭 프루티 - KGB 연락
- 래드 라저 - KGB 연락
- 메디 네브부 - 알리 하산 살라메
- 브라이언 굿맨 - 호전적인 미국인
- 리처드 블레이크 - 호전적인 미국인
- 로버트 존 버크 - 호전적인 미국인
- 예후다 레비 - 텔아비브 공항 군인
- 메릭 타드로스 - 토니 '카우보이'-유서프 나치
- 모사 크레이시 - 바드란-모하메드 사파디
- 벤 요세프 - 살레-칼리드 자와드
- 세미 사미르 - 아부 할라-아메드 식 사
- 샘 푸어 - 요세프 로마노
- 사비 도어 - 요세프 구트프레인트
- 보이체흐 마츠닉키 - 투비아 소콜로프스키
- 데이빗 펠드만 - 케핫 쇼어
- 오리 파이퍼 - 안드레 스피처
- 오시 벡 - 엘리저 할핀
- 케빈 콜린스 - 미국 선수
- 다니엘 벨스 - 미국 선수
- 알렉산더 베이어 - 뮌헨 지하철의 독일 기자
- 펠리시테 드 제우 - 젊은 스위스 은행 공무원
- 사샤 스필버그 - TV를 시청하는 젊은 이스라엘 여자
- 스테판 프레이스 - 뮌헨 지하철의 프랑스 기자
- 자릴 나시리 - 뮌헨 지하철의 아랍 기자
- 조람 보엘크레인 - 뮌헨의 카메라 크루
- 마이클 쉔크 - 뮌헨의 사진 작가
- 안드레아스 러스트 - 푸스텐펠드브룩의 뉴스 크루
- 톰 우라쉬하 - 푸스텐펠드브룩의 뉴스 크루

## 한국판 성우진(KBS) (2008년 9월 12일)
- 구자형 - 아브너(에릭 바나)
- 변영희 - 스티브(대니얼 크레이그)
- 김규식 - 칼(시아란 하인즈)
- 오세홍 - 로버트(마티외 카소비츠)
- 안종국 - 한스(한스 지슐러)
- 양정애 - 다프나(아예렛 주러)
- 이완호 - 에프라임(제프리 러쉬)
- 노민 - 파파(미카엘 롱스달) / 와엘 즈와이터(마크람 코우리) / 회계사(오데드 테오미)
- 김영진 - 루이(마티유 아멜릭)
- 이선영 - 골다 메이어(린 코헨) / 아브너의 어머니(길라 알마고)
- 이현주 - 자넷(마리-조지 크로즈)
- 김정호 - 자미르(아이미 와인버그) / 마흐무드 암샤리(이갈 나오어) / 호피 장군(사무엘 칼데론)
- 정훈석 - 알리(오마르 메트왈리) / 안드레스(모리츠 블라이브트로이)
- 윤동기 - 마크(모셰 이브지) / 군인(데니 자하비)
- 곽윤상 - 토니(이반 아탈) / 군인(예후다 레비)

## 같이 보기
- 검은 9월단
- 1972년 하계 올림픽

## 수상
- 2006년 제63회 골든 글로브 시상식 각본, 감독상
- 2006년 제78회 미국 아카데미 시상식 편집, 작품, 음악, 각색, 감독상
- 2013년 제26회 암스테르담 국제 다큐멘터리 영화제 베이스드 온 더 세임 스토리
- 2017년 제70회 로카르노 영화제 Historie(s) du cinema